# Frederick Beck
Frederick Beck (né le 5 mars 1973 à Islington et mort à une date inconnue) est un lutteur sportif britannique.

## Biographie
Frederick Beck obtient une médaille de bronze olympique, en 1908 à Londres en poids moyens.